# Росиня
Росиня (на португалски: Rocinha) е фавела, разположена в южната част на община Рио де Жанейро, Бразилия. Отличава се с това, че е най-големият квартал в страната, с около 72 хиляди жители, според преброяването от 2022 г., проведено от Бразилския институт по география и статистика.
Селището започва да се счита за квартал и е определен с постановление № 1995 от 18 юни 1993 г., с промени в границите на кварталите Гавия, Виджигал и Сао Конрадо. Името идва от ферма, която през 20-те години на миналия век е превзета от разширяването на градската зона. През 1970 г. кварталът има 130 хиляди жители според Бразилския институт по география и статистика, като е наречен най-голямата южноамериканска фавела (гето).
Разположен е между кварталите Гавия и Сан Конрадо (квартали с най-висок данък върху градската земя и имущество) и Виджигал. Близостта между резиденциите на висшата класа в първите два квартала и долната класа на Росиня бележи дълбок градски контраст в пейзажа на региона, който често се цитира като символ на социалното неравенство в Бразилия. Индексът на човешко развитие през 2000 г. в Росиня е 0,732, нареждайки се на 120-то място сред 126 региона, анализирани в град Рио де Жанейро.

## Общност
В Росиня работят редица обществени организации, включително асоциации и множество неправителствени организации и образователни и културни институции с нестопанска цел. Росиня е дом на голяма част от работниците, обслужващи южната зона на Рио де Жанейро.
През последните години, поради относителната си безопасност в сравнение с други фавели, Росиня развива дейности, ориентирани към туризма, като хостели, нощни клубове и обиколки с екскурзовод. През септември 2017 г. се смята, че между 150 и 601 туристи посещават бедния квартал на ден, въпреки предупрежденията за безопасност на чуждите правителства и полицията в Рио де Жанейро, които препоръчват това да не се прави. През октомври 2017 г. испански турист умира, след като е прострелян от полицията, докато е на обиколка из квартала по време на война за територия.
През годините от 2014 до 2017 г. кварталът е контролиран от престъпната организация Амигос дос Амигос, въпреки че често попада в ожесточени спорове между различни престъпни групировки.

### Полицейски и военни операции
През ноември 2011 г. е предприета операция по сигурността, при която стотици полицаи и военни патрулират по улиците на Росиня, за да разбият необузданите дилъри на наркотици и да въведат правителствен контрол в квартала.
През декември 2017 г. наркобосът Рожерио да Силва, известен като Рожерио 157, е арестуван в Росиня при операция, включваща 3000 членове на бразилските военни и полицейски сили. Роджерио е издирван по обвинения в убийство, изнудване и трафик на наркотици.
Росиня е най-голямото гето в Бразилия и едно от най-развитите. Населението му е между 150 000 и 300 000 жители през 2000-те, но преброяването на Бразилския институт по география и статискита от 2010 г. преброява само 69 161 души. През 2017 г. списание Икономист съобщава за население от 100 000 души на площ от 1 km2.

## В литературата, музиката и киното
Американският журналист Робърт Нюла обсъжда Росиня в книгата си Градове в сянка.
Росиня е мястото на действието в книгата Немезис: Един мъж и битката за Рио от английския журналист Майкъл Глени, в която той описва възхода и падението на наркобарона Антонио Франсиско Бонфим Лопеш.
През 1998 г. американският композитор Филип Глас пише оркестралното произведение Дни и нощи в Росиня. Оркестрацията е препратка към Болеро на Морис Равел, написано за Денис Ръсел Дейвис, за да му благодари за поставянето на творбите на Глас на сцената. Той е вдъхновен от танцовата музика, която чува по време на карнавала, което води до ритмична структура, подобна на самба, с много промени и разновидности на времевия размер.
Филмът от 2008 г. Невероятният Хълк включва въздушни кадри на Росиня, показващи големия брой интермодални контейнери, преустроени като жилища, и включва обширна сцена на преследване. Беше включен и във филма Fast Five от 2011 г.
Рио де Жанейро е декор на пълнометражния анимационен филм Рио от 2011, където много сцени се развиват в Росиня. През същата година кадри от квартала се появяват в игралния филм Бързи и яростни 5: Удар в Рио.